# ماري تشيس
ماري تشيس (بالإنجليزية: Mary Chase)‏ هي كاتِبة وكاتبة للأطفال ومؤلفة وكاتبة سيناريو وصحفية أمريكية، ولدت في 25 فبراير 1907 في دنفر في الولايات المتحدة، وتوفي بنفس المكان في 20 أكتوبر 1981 بسبب نوبة قلبية.

## وصلات خارجية
- ماري تشيس على موقع IMDb (الإنجليزية)
- ماري تشيس على موقع الموسوعة البريطانية (الإنجليزية)
- ماري تشيس على موقع ألو سيني (الفرنسية)
- ماري تشيس على موقع أول موفي (الإنجليزية)
- ماري تشيس على موقع قاعدة بيانات برودواي على الإنترنت (الإنجليزية)
- ماري تشيس على موقع قاعدة بيانات برودواي على الإنترنت (الإنجليزية)
- ماري تشيس على موقع قاعدة بيانات الفيلم (الإنجليزية)
- ماري تشيس على موقع كينوبويسك (الروسية)